# ニック産業 (企業)
ニック産業株式会社とは、1969年設立、京都府京都市右京区に本社があった日本企業である。
ダイニック株式会社（大日本クロス）のグループ企業として第三次産業進出を目指し創立。ニックホビーショップの店名で最盛期には14件のホームセンターを営業していた。
2002年9月、TOBにより株式会社ケーヨー（現・DCM株式会社）の連結子会社化。株式会社デイツーを直営化。
2009年9月に株式会社ケーヨーに吸収合併され解散した。

## 沿革
会社情報
- 1969年12月 - 資本金1,000万円で創業。七条ニックスポーツプラザを開設
- 1971年1月 - 嵯峨ニックスポーツプラザを開設
- 1974年8月 - 嵯峨ニックホビーショップを開設
- 1976年6月 - 七条ニックホビーショップを開設
- 1984年7月 - ボウリングコンピュータフルシステム関西初導入
- 1985年9月 - 宇治ニックホビーショッブを開設
- 1991年10月 - ホームセンター総合管理システム導入
- 1992年3月 - 宇治ニックホビーショップを増床オープン
- 1993年9月 - 深草ニックホビーショップを開設
- 1994年7月 - 大証2部・京証に株式上場
- 1995年12月 - 長岡ニックホビーショップを開設
- 1996年4月 - 田辺ニックホビーショップを開設
- 1996年8月 - 洛西ニックホビーショップを開設
- 1997年4月 - 西野山ニックホビーショップを開設
- 1999年5月 - 川端ニックホビーショップを開設
- 1999年7月 - 大阪府貝塚市二色の浜ニックホビーショップを開設
- 1999年9月 - 七条ニックホビーショップ新設移転
- 2000年1月 - 山科ニックホビーショップを開設
- 2000年3月 - 八幡ニックホビーショップを開設
- 2000年10月 - 久御山ニックホビーショップを開設
- 2000年11月 - 嵯峨ニックホビーショップインテリア館を新設・増床オープン
- 2001年3月 - 洛西ニックホビーショップ全面改装リニューアルオープン
- 2001年6月 - 深草ニックホビーショップ全面改装リニューアルオープン
- 2001年9月 - 大阪府枚方市招提に枚方ニックホビーショップを開設
- 2002年9月 - 西野山ニックホビーショップ全面改装リニューアルオープン
- 2002年9月 - ケーヨーデイツーグループとなる。
- 2003年6月 - 株式会社ケーヨーとの株式交換により上場廃止、ケーヨーの完全子会社となる。
- 2009年9月 - ニック産業株式会社及び本久ケーヨー株式会社は、株式会社ケーヨーへ吸収合併される。

## 店舗
ニックホビーショップ店舗情報

## 京都地区
- 嵯峨店[3] - 店舗建て替えに伴い、2007年4月2日閉店 → 2009年3月18日にケーヨーデイツー嵯峨店[4]に店舗名変更
  - 嵯峨ニックボウル[5][6] - 2006年6月23日閉店
- 七条店[7] - 2009年2月1日よりケーヨーデイツー七条店[8]に店舗名変更
- 宇治店[9] - 三宝クロスの跡地に出店していた。　2006年6月18日閉店　→跡地は現在、業務スーパー伊勢田店[10]
- 深草店[11] - 2009年2月22日よりケーヨーデイツー深草店[12]に店舗名変更、2011年8月21日閉店[13]
- 長岡店[14] - 2005年4月頃閉店？[15]
- 田辺店[16] - 2001年11月4日火災により閉店、2002年5月31日廃止届け出
- 洛西店[17] - 2009年3月1日よりケーヨーデイツー洛西店[18]に店舗名変更
- 川端店[19] - 2009年1月25日よりケーヨーデイツー川端店[20]に店舗名変更
- 八幡店[21] - 2009年3月8日よりケーヨーデイツー八幡店[22]に店舗名変更
- 久御山店[23] - ロックタウン久御山[24]に、赤ちゃん本舗、ミドリ電化、ニトリ、タナカと並ぶテナントだった。[25]2006年1月15日閉店

### 山科地区
- 山科店[26] - 山科三条ショッピングセンター内に開店[27]。2009年2月8日よりケーヨーデイツー山科店[28]に店舗名変更。
- 西野山店[29] - 2007年3月2日よりケーヨーデイツー西野山店[30]に店舗名変更　→2021年6月13日閉店[31]

### 大阪地区
- 枚方店[32] - 2009年2月15日より変更ケーヨーデイツー枚方店に店舗名変更
- 二色の浜店[33] - 2002年5月頃閉店？ → ナフコ → スーパーセンターオークワ → 建物解体

### 関連部署
- ニック産業HC本部[34]
- HC本部電算課
- HC本部物流部
- ニック産業本社